# 3219 Komaki
3219 Komaki је астероид главног астероидног појаса чија средња удаљеност од Сунца износи 3,038 астрономских јединица (АЈ).
Апсолутна магнитуда астероида је 11,6.